# Ectropis pristis
Ectropis pristis là một loài bướm đêm trong họ Geometridae.